# Церковь Покрова Пресвятой Богородицы (Лом)
Покровская церковь — приходской храм Южного благочиния Яранской епархии Русской православной церкви в селе Лом Яранского района Кировской области.
Объект культурного наследия России, памятник архитектуры.

## История
При первом упоминании поселения Лом в 1691 году оно было селом, то есть имело собственный храм. 1 мая 1719 года бывшая в селе деревянная церковь сгорела. 16 ноября по прошению прихожан митрополит Казанский Тихон выдал храмозданную грамоту на построение вместо сгоревшей Предтеченской церкви нового деревянного храма вновь в честь Рождества Иоанна Предтечи. Для этой цели разрешено перевезти из села Рождественского (Шошмы) находившуюся там деревянную церковь во имя Рождества Пресвятой Богородицы.
В 1742 году построена и освящена особая деревянная церковь в честь Покрова Пресвятой Богородицы. Таким образом, в селе теперь стало две деревянные церкви: старая Предтеченская и новая Покровская.
30 марта 1783 года была выдана храмозданная грамота на построение вместо ветхой деревянной Предтеченской церкви деревянной во имя Покрова Пресвятой Богородицы с приделом во имя Иоанна Предтечи. Таким образом, вместо двух деревянных церквей сделали одну двухпрестольную, расширив старую Покровскую церковь.
В 1807 году по слову епископа Вятского Гедеона деревянную Предтеченскую церковь разрешено разобрать как старую ветхую. В 1814 году по просьбе причта с прихожанами выдана старая соборная книга на постройку вместо деревянной церкви каменного храма.
В 1819 году в селе был выстроен каменный храм с тремя престолами: в холодном храме — Покровский, в теплом правый — Предтеченский, левый — в честь святого пророка Илии. В приходе насчитывалось в то время 184 крестьянских двора и 845 душ мужского пола.
27 августа 1820 года по слову епископа Вятского Амвросия старую деревянную Покровскую церковь разрешено разобрать. В 1862 году тёплая каменная церковь была перестроена.